# Distretto di Merouana
Il distretto di Merouana è un distretto della provincia di Batna, in Algeria, con capoluogo Merouana.

## Comuni
Il distretto comprende i seguenti comuni:
- Merouana
- Oued El Ma
- Ksar Bellezma
- Hidoussa